# طوابع الإيرادات في بنغلاديش
أصدرت بنغلاديش طوابع الإيرادات لأول مرة في عام 1972 أي في العام التالي للاستقلال وتستمر في القيام بذلك حتى يومنا هذا. في السابق لم تكن هناك دولة اسمها بنغلاديش بل كانت جزءًا من الهند حتى عام 1947، وجزءًا من باكستان من عام 1947 إلى عام 1971، وكانت تستخدم الإيرادات الخاصة بكل منهما. من عام 1921 إلى عام 1947 قامت بطباعة العديد من الإيرادات الهندية فوق البنغال لاستخدامها في بنجلاديش الحديثة وبنغال الغربية.

## مقدمة
احتلت الضرائب مكانة محورية في أجندة التنمية الدولية بسبب اعتماد أهداف التنمية المستدامة. تُشكل ضريبة القيمة المضافة معظم الإيرادات الضريبية في بنغلاديش التي كانت من أوائل دول جنوب آسيا التي اعتمدتها.
ضريبة القيمة المضافة غير مباشرة وهي نظام ضريبي قائم على المعاملات أقروه عام 2019 بموجب قانون ضريبة القيمة المضافة والرسوم الإضافية لعام 2012 ليحل محل الأقدم لعام 1991. ويتبع نظام ضريبة القيمة المضافة في بنغلاديش لمجلس خاضع لوزارة المالية.
معدل ضريبة القيمة المضافة القياسي في بنغلاديش يبلغ 15% لمعظم السلع والخدمات. وتُخفّض معدلات ضريبة القيمة المضافة على بعض السلع والخدمات المحددة إلى 5% و7.5% و10%. كما تخضع سلع محددة والمصنعة في بنغلاديش وكذلك خدمات محددة لرسوم إضافية والتي تتراوح بين 5% و65.5%. تُعفى السلع والخدمات المُبلّغ عنها من دفع الضريبة.
أزيلت الحواجز التجارية ونظام الحصص في القطاعات باستثناء الاستثمارات الأجنبية في 17 قطاع. ولتشجيع المنتجات الصيدلانية المحلية تُسيطر بنغلاديش على استيراد الأدوية. كما تُقدم الحكومة حوافز ضريبية للزراعة وإعفاءات على المعدات الزراعية. خفضت الحكومة الضرائب على واردات الديزل من 10% إلى 5% في أغسطس 2022. وأُجلت جميع الضرائب المُسبقة على واردات الديزل. كما تُمنح شركات تكنولوجيا المعلومات والاتصالات إعفاءات ضريبية سارية حتى يونيو 2024.

## طوابع الإيرادات
منذ الاستقلال أصدرت بنجلاديش إيرادات للضرائب التالية:
- ضريبة المطار (1982-1988)
- ضريبة السجائر (حوالي 1972-حوالي 1975)
- رسوم المحكمة (1973-1992)
- ضريبة الترفيه (حوالي 1972 - 1988)
- الضرائب (1981-1986)
- مشروع قانون أجنبي (1978-1992)
- التأمين (حوالي 1978-حوالي 1990)
- رسوم التوثيق (1977–1993)
- جواز السفر والتأشيرة (1972-1992 تقريبًا)
- الراديو (1981–1991)
- الإيرادات (1973-حتى الآن)
- نقل الأسهم (1978-حوالي 1982)
- لاصق خاص (1973–1987)
- غرامة مخالفة المرور (1990-2001)
- رخصة قيادة المركبات (1977–1980)
- رخصة المركبة (1977–1992)
- ضريبة المركبات (1977-1991)
- رسوم اختبار المركبات (1982-1991)
- نقل المركبات (1990)

## روابط خارجية
- جمع طوابع الضرائب